# Zapasy na Letnich Igrzyskach Olimpijskich 1988 – kategoria do 48 kg w stylu klasycznym
Zmagania mężczyzn do 48 kg to jedna z dziesięciu męskich konkurencji w zapasach w stylu klasycznym rozgrywanych podczas Letnich Igrzysk Olimpijskich 1988. Pojedynki w tej kategorii wagowej odbyły się w dniach 18 – 20 września.

## Klasyfikacja[1]
| Pozycja | Nazwisko                | Kraj              |
| ------- | ----------------------- | ----------------- |
| 1       | Vincenzo Maenza         | Włochy            |
| 2       | Andrzej Głąb            | Polska            |
| 3       | Bratan Cenow            | Bułgaria          |
| 4       | Məhyəddin Allahverdiyev | ZSRR              |
| 5       | Chalid al-Faradż        | Syria             |
| 6       | Markus Scherer          | RFN               |
| 7       | Yang Zhizhong           | Chiny             |
| 8       | Gwon Deog-yong          | Korea Południowa  |
| 9       | Dow Grobermann          | Izrael            |
| 9       | Mark Fuller             | Stany Zjednoczone |
| 11      | József Faragó           | Węgry             |
| 11      | Lars Rønningen          | Norwegia          |
| 13      | Ikuzō Saitō             | Japonia           |
| 13      | Víctor Capacho          | Kolumbia          |
| 15      | Madżid Reza Simchah     | Iran              |
| 15      | Abdullah Al-Izani       | Jemen Północny    |

## Zasady
Uczestnicy zostali podzieleni na dwie grupy. Zawodnik który przegrał dwie walki odpadł z dalszej rywalizacji.
- TF — Łopatki
- SP — Przewaga (12-14 punktów różnicy, pokonany zdobył punkty)
- ST — Przewaga (15 punktów różnicy, przewaga techniczna)
- PP — Na punkty (Pokonany zdobył punkty)
- PO — Na punkty (Pokonany bez punktów)
- P1 — Pasywność (Przy prowadzeniu różnicą 1-11 punktów)
- PS — Pasywność (Przy prowadzeniu różnicą 12-14 punktów)
- PA — Kontuzja
- DQ — Dyskwalifikacja/Walkower
- DNA  — Zawodnik nie przystąpił do walki

## Wyniki

### Rundy eliminacyjne

#### Grupa A
| Liczba porażek | Zawodnik            | Wynik     | Czas/Punkty | Zawodnik            | Liczba porażek |         |
| Runda 1        | Runda 1             | Runda 1   | Runda 1     | Runda 1             | Runda 1        | Runda 1 |
| -------------- | ------------------- | --------- | ----------- | ------------------- | -------------- | ------- |
| 1              | Ikuzō Saitō         | 1-3 PP    | 1-3         | Mark Fuller         | 0              |         |
| 0              | Vincenzo Maenza     | 3-0 PO    | 11-0        | Lars Rønningen      | 1              |         |
| 0              | Markus Scherer      | 3-1 PP    | 10-5        | Madżid Reza Simchah | 1              |         |
| 0              | Bratan Cenow        | 3.5-0 PS  | 2:10        | Yang Zhizhong       | 1              |         |
| Runda 2        |                     |           |             |                     |                |         |
| 2              | Ikuzō Saitō         | 1-3 PP    | 1-9         | Vincenzo Maenza     | 0              |         |
| 1              | Mark Fuller         | 1-3 PP    | 4-6         | Lars Rønningen      | 1              |         |
| 1              | Markus Scherer      | .5-3.5 SP | 3-15        | Bratan Cenow        | 0              |         |
| 2              | Madżid Reza Simchah | 0-4 ST    | 0-16        | Yang Zhizhong       | 1              |         |
| Runda 3        |                     |           |             |                     |                |         |
| 2              | Mark Fuller         | 1-3 PP    | 4-7         | Vincenzo Maenza     | 0              |         |
| 2              | Lars Rønningen      | .5-3.5 SP | 4-16        | Bratan Cenow        | 0              |         |
| 1              | Markus Scherer      | 3-1 PP    | 13-4        | Yang Zhizhong       | 2              |         |
| Runda 4        |                     |           |             |                     |                |         |
| 0              | Vincenzo Maenza     | 3.5-.5 SP | 15-1        | Markus Scherer      | 2              |         |
| 0              | Bratan Cenow        |           |             | Bez walki           |                |         |
| Runda 5        |                     |           |             |                     |                |         |
| 1              | Bratan Cenow        | 1-3 PP    | 3-4         | Vincenzo Maenza     | 0              |         |

#### Klasyfikacja
| Zawodnik            | Przegrane | Runda | Punkty |
| ------------------- | --------- | ----- | ------ |
| Vincenzo Maenza     | 0         | -     | 15.5   |
| Bratan Cenow        | 1         | -     | 11.5   |
| Markus Scherer      | 2         | 4     | 7      |
| Yang Zhizhong       | 2         | 3     | 5      |
| Mark Fuller         | 2         | 3     | 5      |
| Lars Rønningen      | 2         | 3     | 3.5    |
| Ikuzō Saitō         | 2         | 2     | 2      |
| Madżid Reza Simchah | 2         | 2     | 1      |

#### Grupa B
| Liczba porażek | Zawodnik                | Wynik     | Czas/Punkty | Zawodnik                | Liczba porażek |         |
| Runda 1        | Runda 1                 | Runda 1   | Runda 1     | Runda 1                 | Runda 1        | Runda 1 |
| -------------- | ----------------------- | --------- | ----------- | ----------------------- | -------------- | ------- |
| 0              | Andrzej Głąb            | 3-1 PP    | 10-5        | Məhyəddin Allahverdiyev | 1              |         |
| 0              | Dow Grobermann          | 4-0 DQ    |             | Abdallah Al-Izani       | 1              |         |
| 0              | Chalid al-Faradż        | 4-0 TF    | 5:11        | Víctor Capacho          | 1              |         |
| 0              | Gwon Deog-yong          | 3-0 PO    | 1-0         | József Faragó           | 1              |         |
| Runda 2        |                         |           |             |                         |                |         |
| 0              | Andrzej Głąb            | 3-1 PP    | 16-7        | Dow Grobermann          | 1              |         |
| 1              | Məhyəddin Allahverdiyev | 3.5-.5 SP | 16-4        | Chalid al-Faradż        | 1              |         |
| 2              | Víctor Capacho          | 1-3 PP    | 1-2         | Gwon Deog-yong          | 0              |         |
| 1              | József Faragó           |           |             | Bez walki               |                |         |
| 1              | Abdallah Al-Izani       | DNA       |             |                         |                |         |
| Runda 3        |                         |           |             |                         |                |         |
| 2              | József Faragó           | 0-3 P1    | 5:49        | Andrzej Głąb            | 0              |         |
| 1              | Məhyəddin Allahverdiyev | 3-1 PP    | 7-1         | Dow Grobermann          | 2              |         |
| 1              | Chalid al-Faradż        | 3-1 PP    | 8-5         | Gwon Deog-yong          | 1              |         |
| Runda 4        |                         |           |             |                         |                |         |
| 0              | Andrzej Głąb            | 3-1 PP    | 10-5        | Chalid al-Faradż        | 2              |         |
| 1              | Məhyəddin Allahverdiyev | 3-1 PP    | 2-1         | Gwon Deog-yong          | 2              |         |

#### Klasyfikacja
| Zawodnik                | Przegrane | Runda | Punkty |
| ----------------------- | --------- | ----- | ------ |
| Andrzej Głąb            | 0         | -     | 12     |
| Məhyəddin Allahverdiyev | 1         | -     | 10.5   |
| Chalid al-Faradż        | 2         | 4     | 8.5    |
| Gwon Deog-yong          | 2         | 4     | 8      |
| Dow Grobermann          | 2         | 3     | 6      |
| József Faragó           | 2         | 3     | 0      |
| Víctor Capacho          | 2         | 2     | 1      |
| Abdallah Al-Izani       | 1         | 1     | 0      |

### Runda finałowa[10]
| Zawodnik                  | Wynik                 | Czas/Punkty           | Zawodnik                |                       |
| Pojedynek o 7 miejsce     | Pojedynek o 7 miejsce | Pojedynek o 7 miejsce | Pojedynek o 7 miejsce   | Pojedynek o 7 miejsce |
| ------------------------- | --------------------- | --------------------- | ----------------------- | --------------------- |
| Yang Zhizhong             | 4-0 PA                |                       | Gwon Deog-yong          |                       |
| Pojedynek o 5 miejsce     |                       |                       |                         |                       |
| Markus Scherer            | 1-3 PP                | 6-16                  | Chalid al-Faradż        |                       |
| Pojedynek o brązowy medal |                       |                       |                         |                       |
| Bratan Cenow              | 3-0 P1                | 7:28                  | Məhyəddin Allahverdiyev |                       |
| Finał                     |                       |                       |                         |                       |
| Vincenzo Maenza           | 3-0 PO                | 3-0                   | Andrzej Głąb            |                       |